# Рябковка (село)
Рябковка (укр. Рябківка) — село,
Скибовский сельский совет,
Чутовский район,
Полтавская область,
Украина.
Код КОАТУУ — 5325483007. Население по переписи 2001 года составляло 374 человека.

## Географическое положение
Село Рябковка находится на одном из истоков реки Ковалевка,
в 1,5 км от села Степановка.
По селу протекает пересыхающий ручей с запрудой.
Рядом проходит автомобильная дорога Т-1722.

## Известные жители и уроженцы
- Олейник, Николай Иванович (1921—1994) — Герой Социалистического Труда.